# Żozef Kotin

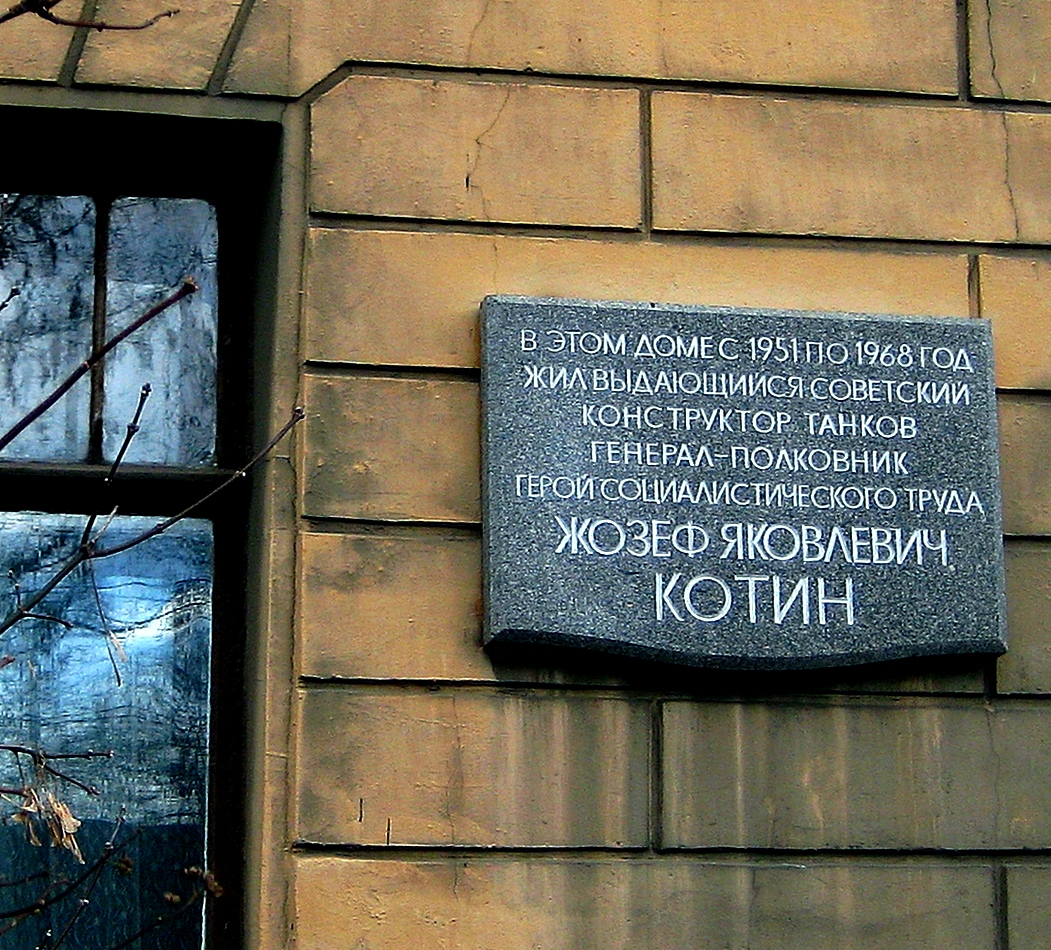
Petersburg, ulica Kronwerkskaja 27. Tablica pamiątkowa na domu, w którym mieszkał Żozef Kotin w latach 1951–1968

Żozef Jakowlewicz Kotin (ros. Жозэф Яковлевич Котин, ur. 26 lutego?/10 marca 1908 w Pawłohradzie, zm. 21 października 1979 w Leningradzie) – radziecki konstruktor czołgów, generał pułkownik służby inżynieryjno-technicznej, Bohater Pracy Socjalistycznej (1941).

## Życiorys
Urodził się w zruszczonej polskiej rodzinie. Od 1923 pracował jako ślusarz w Charkowie, uczył się na wieczorowym fakultecie robotniczym, a od 1927 w Charkowskim Instytucie Politechnicznym. Od 1930 służył w Armii Czerwonej, w 1932 ukończył Akademię Wojskowo-Techniczną im. Dzierżyńskiego, 1932-1937 pracował w Wydziale Naukowo-Badawczym Wojskowej Akademii Mechanizacji i Motoryzacji Armii Czerwonej im. Stalina jako inżynier, szef sektora projektowo-konstruktorskiego i szef oddziału. W 1937 został głównym konstruktorem biura konstruktorskiego SKB-2 w zakładzie kirowskim w Leningradzie, pracował nad modernizacją czołgu średniego T-28, później kierował pracami przy konstrukcji czołgów KW-3, KW-1S, KW-16, KW-85, IS-1 i IS-2 oraz dział samobieżnych SU-152, ISU-152, ISU-122. W czerwcu 1941 został zastępcą ludowego komisarza przemysłu ciężkiego ZSRR (do 1943), głównym konstruktorem Ludowego Komisariatu Przemysłu Ciężkiego ZSRR i głównym konstruktorem fabryki czołgów w Czelabińsku, po ataku Niemiec na ZSRR zajmował się ewakuacją zakładu kirowskiego i innych fabryk za Ural oraz założeniem w Czelabińsku wielkiego centrum przemysłu czołgowego znanego jako „Tankograd”, w 1943 otrzymał stopień doktora nauk technicznych. W 1945 powrócił do Leningradu na stanowisko głównego konstruktora biura konstruktorskiego SKB-2, 19 marca 1949 został dyrektorem utworzonego wówczas Wszechzwiązkowego Instytutu Naukowo-Badawczego Ministerstwa Budowy Maszyn Średnich ZSRR, w 1947 opracował czołg IS-4, w 1951 czołg PT-76, w 1953 T-10, a w 1963 traktor K-700 „Kirowiec”. W 1968 został zastępcą szefa przemysłu obronnego ZSRR, a w 1972 członkiem rady naukowo-technicznej Ministerstwa Przemysłu Obronnego ZSRR. W latach 1946–1950 i 1966–1970 był deputowanym do Rady Najwyższej ZSRR. Został pochowany na Cmentarzu Nowodziewiczym. W Pawłohradzie ustawiono jego pomnik. Jego imieniem nazwano ulice w Czelabińsku i Petersburgu, technikum inżynieryjne oraz szczyt w Tienszanie.

## Awanse
- generał major wojsk technicznych (6 stycznia 1942)
- generał porucznik służby inżynieryjno-czołgowej (31 lipca 1944)
- generał pułkownik służby inżynieryjno-technicznej (13 listopada 1965)

## Odznaczenia i nagrody
- Medal Sierp i Młot Bohatera Pracy Socjalistycznej (19 września 1941)
- Order Lenina (czterokrotnie – 17 kwietnia 1940, 19 września 1941, 30 grudnia 1956 i 9 marca 1978)
- Order Rewolucji Październikowej (dwukrotnie – 25 października 1971 i 8 października 1975)
- Order Czerwonego Sztandaru (17 maja 1951)
- Order Suworowa I klasy (16 września 1945)
- Order Suworowa II klasy (19 kwietnia 1945)
- Order Wojny Ojczyźnianej I klasy (5 sierpnia 1944)
- Order Czerwonego Sztandaru Pracy (trzykrotnie – 2 kwietnia 1951, 12 marca 1958 i 28 lipca 1966)
- Order Czerwonej Gwiazdy (trzykrotnie – 5 czerwca 1942, 20 stycznia 1943 i 6 listopada 1945)
- Order „Znak Honoru” (21 czerwca 1957)
- Nagroda Stalinowska (czterokrotnie – 1941, 1943, 1946 i 1948)

I medale.